# Durk Jan de Bruin
Durk Jan de Bruin (Amsterdam, 1963) is een Nederlands internetondernemer. Hij was de oprichter van Startpagina.nl

## Loopbaan
De Bruin was werktuigbouwkundige bij Fokker, toen hij halverwege de jaren negentig door een reorganisatie moest vertrekken. Hij kwam 
tijdens zijn studie Wiskunde en Informatica aan de Universiteit Leiden in aanraking met internet. Als projectleider e-commerce bij de Technische Unie, begon hij na te denken over een 'afstandsbediening voor het internet'. De Bruin hield zijn vader voor ogen als voorbeeld van de onervaren internetgebruiker. Het resultaat was een gebruiksvriendelijke, van opzet eenvoudige verzameling links. Nieuw aan het concept van Startpagina was de snelle ontwikkeling via user generated content, die hij via een virtuele franchiseformule onderbracht in de nu al meer dan 6.000 tellende dochterpagina's. In 2000 verkocht de Bruin Startpagina.nl aan VNU, waarover onder enkele journalisten en enkele beheerders van dochterpagina's commotie ontstond.

## Theorie en boek
Hierna zette hij een nieuwe site op in 2000, MijnWinkel.nl, waarmee hij particulieren en bedrijven in staat stelt een eigen webwinkel (b2c) of bestelsysteem (b2b) via internet op te zetten. Dit bedrijf verkocht hij op 3 december 2012 aan het huidige management, Marcel Ambriola en John Zanoni. Hij ontwikkelde de theorie van de Piranha-economie. Dit betreft een aantal principes waar langs innovatieve (internet) bedrijven – volgens hem - moeten worden georganiseerd. Zo gaat hij bijvoorbeeld prat op het feit dat hij nog nooit mensen in dienst heeft genomen, een kantoorpand of een wagenpark heeft aangeschaft. De meest succesvolle ideeën, zoals Google, Facebook, Hyves en Nu.nl zijn volgens De Bruin dan ook allemaal op zolderkamertjes ontstaan. Samen met Volkskrantjournalist Huib van der Stam schreef hij het boek Van zolderkamer tot miljoenenbusiness’ waarin hij zijn succesformule en die van andere innovatieve internetondernemers toelichtte.

## Trivia
De Bruin is een fanatiek loper van marathons en heeft er meer dan honderd uitgelopen. Hij is tevens juryvoorzitter van de Thuiswinkel Awards in de rubriek voor de beste mobiele website. Ook is hij co-host op BNR Radio.